# アーバンランチ

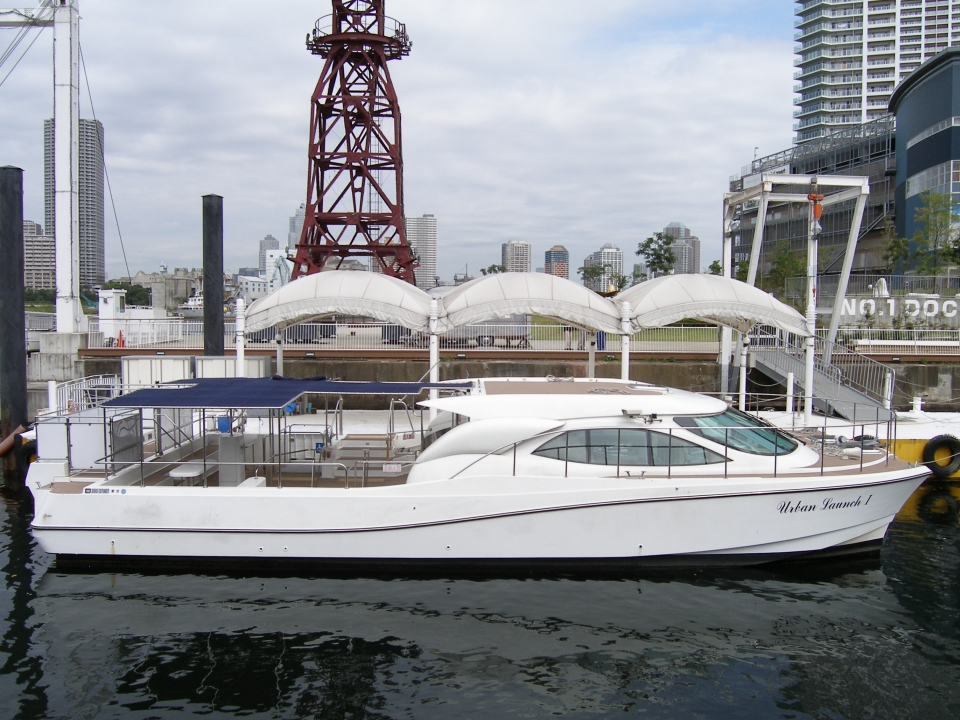
アーバンドックららぽーと豊洲に停泊中のアーバンランチ

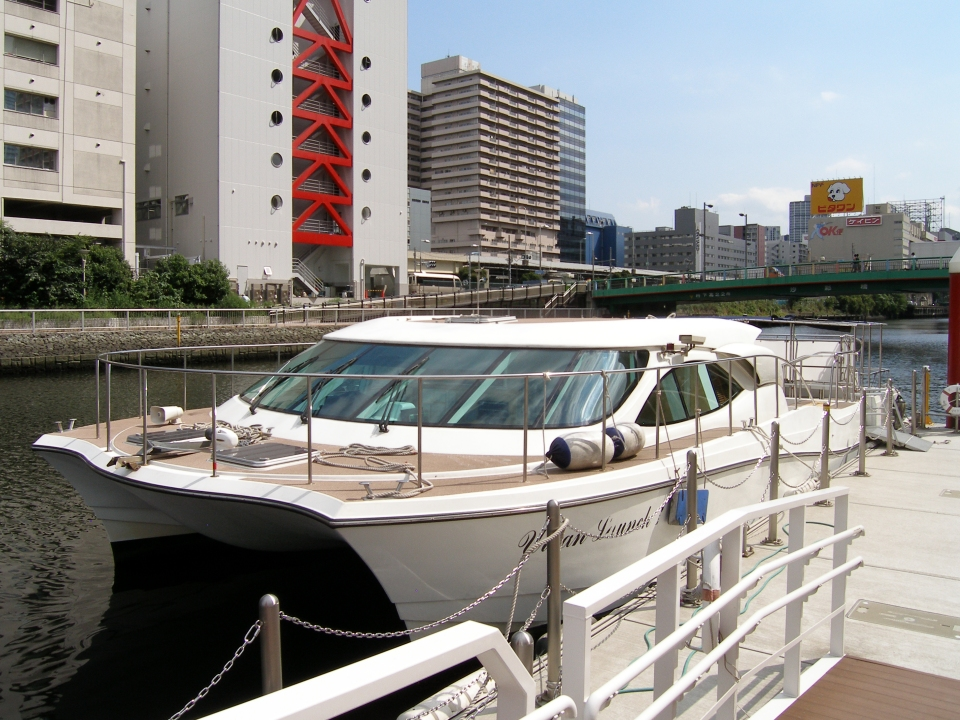
芝浦アイランドに停泊中のアーバンランチ

アーバンランチ（URBAN LAUNCH）は、観光汽船興業株式会社（東京都観光汽船の関連会社）が運航している水上バスの名称である。

## 概要
東京湾岸エリアでのコミューター的航路の開拓を目指している観光汽船興業によって運航されている水上バス。
2007年4月1日、東京都の運河ルネッサンス構想の指定により水面利用の規制緩和が行われている芝浦地区とお台場を結ぶ航路を開設したのを皮切りに、再開発が進む豊洲地区とお台場間などの定期航路を運航している。
幅の狭い運河や高さの低い橋梁下での運航を可能とするため、従来の水上バスとは異なる小型船（総トン数19トン）を採用。
地域間コミューターとしての側面も考慮されており、自転車、犬の乗船も可能であり、「新海上交通システム」と称されることがある。
貸切プライベートクルーズとして時間貸し利用することも可能。

## 航路
- 台場－芝浦　（2007年4月1日開設）
- 豊洲－台場　（2007年8月1日開設）
  - 基本的に芝浦－台場－豊洲を直通する
  - 上記の一部便は、日の出桟橋にも寄港
- 豊洲－浅草
- 東京遊覧キャナリバクルーズコース（豊洲－豊洲）
  - 豊洲から中央大橋・勝鬨橋・築地市場・晴海など河と運河を巡り無寄港で周遊（土日祝祭日のみ運航）。途中東京スカイツリー・レインボーブリッジ・東京タワーなども遠望できる。
- 浅草周遊コース（浅草－浅草）

その他、東京湾、隅田川においてチャータークルーズ船を運航。

## 乗船場
- 豊洲（アーバンドックららぽーと豊洲）
- 芝浦（芝浦アイランドM.Iランチポート）
- 台場（お台場海浜公園）
- 日の出桟橋（一部の便のみ寄港）
- 浅草

## 使用船舶
- アーバンランチ1
- アーバンランチ2
- アーバンランチ3

上記3隻とも比較的揺れの少ないカタマラン（双胴船）タイプの同型船である。自転車固定設備、車イス乗船用リフト設備を備える。
乗船定員41名、総トン数19トン、2007年建造。